# طاحونة استاد (كوه بنج)
طاحونة استاد (بالفارسية: طاحونه استاد) هي قرية تقع في إيران في البلدة المركزية. يقدر عدد سكانها بـ 78 نسمة .